# Big Blue Bus
Big Blue Bus – operator autobusowy w zachodniej części hrabstwa Los Angeles, przede wszystkim w Santa Monica, a także w Los Angeles.

## Charakterystyka
System składa się z 18 linii. Numeracja linii rozpoczyna się od 1 a kończy na 14. Cztery pozostałe noszą nazwy – VA Commuter, Mini Blue Crosstown Ride, Mini Blue Sunset Ride, Mini Blue Tide Ride. Linia nr 3 i linia numer 7 wchodzą do systemu Metro Rapid. Linia nr 10 to linia ekspresowa do centrum Los Angeles. Pojazdy je obsługujące to 240 autobusów typu New Flyer, NABI, Thomas Built Buses, NovaBus, MCI. Kursują one w dni robocze pomiędzy godzinami 5.00 – 23.00 (w zależności od linii). Kursują one także w weekendy i dni świąteczne.
Operatorem systemu jest miasto Santa Monica. Opłata za przejazd wynosi 1 USD (na linii ekspresowej 2 USD). Na liniach Big Blue Bus nie obowiązują bilety miejskie Los Angeles, umożliwiające przejazd innymi środkami transportu.

## Historia
System władze Santa Monica uruchomiły w 1928 roku. Charakterystyczne niebieskie autobusy początkowo nazywały się Santa Monica Municipal Bus Lines (pol. Miejskie Linie Autobusowe Santa Monica). W latach 1987, 1992, 1997 i  2000 uznawane były za najlepszy system transportu publicznego w Stanach Zjednoczonych.